# Dom Kennedy
Dominic Ross Hunn (Hanford, 22 de agosto de 1984), conhecido artisticamente como Dom Kennedy, é um rapper norte-americano.